# Bzová (Bojkovice)
Bzová je vesnice ležící ve Zlínském kraji, v okrese Uherské Hradiště a spadá pod město Bojkovice, od kterého leží asi 2,5 km jižním směrem.

## Historie
První písemná zmínka o Bzové pochází z roku 1377. V roce 1935 byla vesnice elektrifikována. Součástí města Bojkovice je Bzová od roku 1980.